# Juan María Azcarate
Juan María Azcarate Beguristain, nacido el 11 de julio de 1955 en la localidad guipuzcoana de Ataun (España), es un exciclista vasco, profesional entre los años 1980 y 1981.
No consiguió ninguna victoria como profesional y fue expulsado del equipo Reynolds tras su dopaje en la Clásica San Sebastián-San Sebastián en 1981.

## Resultados en Grandes Vueltas y Campeonato del Mundo
Durante su carrera deportiva ha conseguido los siguientes puestos en las Grandes Vueltas y en los Campeonatos del Mundo en carretera:
| Carrera         | 1980 | 1981 |
| --------------- | ---- | ---- |
| Giro de Italia  | -    | -    |
| Tour de Francia | -    | -    |
| Vuelta a España | Ab.  | -    |
| Mundial en Ruta | -    | -    |

-: No participa
Ab.: Abandono

## Equipos
- Reynolds (1980-1981)